# Pondok Beringin
Pondok Beringin is een bestuurslaag in het regentschap Kerinci van de provincie Jambi, Indonesië. Pondok Beringin telt 743 inwoners (volkstelling 2010).